# گریس هاپر
گریس موری هاپر (به انگلیسی: Grace Murray Hopper) دانشمند رایانه، ریاضیدان و دریاسالار نیروی دریایی ایالات متحده آمریکا اهل نیویورک بود. او به‌عنوان نخستین بانوی نرم‌افزار و مادر و مدرس برنامه‌نویسی رایانه شناخته می‌شود.
گریس هاپر اولین زبان برنامه‌نویسی را در سال‌های دههٔ ۱۹۵۰ برای رایانهٔ مارک یکم و یونیواک یکم اختراع کرد و نخستین مترجم (کامپایلر) را ساخت.
از وی به‌عنوان زنی که در پروژه طراحی و ساخت زبان کوبول (COBOL) در کنار چارلز فیلیپس (Charles Philips) پیشتاز بوده، یاد می‌شود.
وی نخستین زنی بود که درجهٔ دکترای ریاضی را در دانشگاه ییل (Yale University) دریافت کرد و نیز به‌عنوان پیرترین افسر در خدمت نیروی دریایی آمریکا بود.